# Jamie Allinson
Jamie Allinson (* 15. Juni 1978 in Stockton-on-Tees) ist ein ehemaliger englischer Fußballspieler.

## Karriere
Allinson befand sich als Trainee in seinem zweiten Ausbildungsjahr bei Hartlepool United, als er im November 1995 bei einem 3:2-Erfolg in der Football League Trophy erstmals ein Pflichtspiel für das Profiteam bestritt. Wenige Tage später stand der Innenverteidiger auch bei einer 2:4-Erstrundenniederlage im FA Cup gegen den FC Darlington in der Startelf, im Frühjahr 1996 schlossen sich als Vertretung von Ian McGuckin vier Einsätze in der Football League Third Division an.
1996 unterzeichnete er einen Profivertrag, verließ den Klub aber bereits wenig später und spielte in der Folge beim AFC Guiseley, Guisborough Town und Durham City. Bei Guisborough war er mindestens in den Spielzeiten 2000/01 und 2001/02 aktiv.